# Dolný Hričov
Dolný Hričov (in ungherese Alsóricsó) è un comune della Slovacchia facente parte del distretto di Žilina, nella regione omonima.